# Український жіночий союз (Відень)
Украї́нський жіно́чий сою́з — громадсько-політичне, культурно-виховне й харитативне товариство українських діаспорянок у Відні.
Діяв у Відні у 1920—1938 роках. Відновлений 1957 року.
Український жіночий союз влаштовував літературно-музичні вечірки, безплатні курси української мови, історії та художньої творчости.
Голови: С. Марітчак, Олена Залізняк, А. Жук. Від 1957 року — голови А. Сапрун, Дарія Вітошинська-Дзерович.
Серед учасниць організації були Ольга Басараб, Софія Дністрянська.